# Chartreuse (maison)
Pour les articles homonymes, voir Chartreuse.

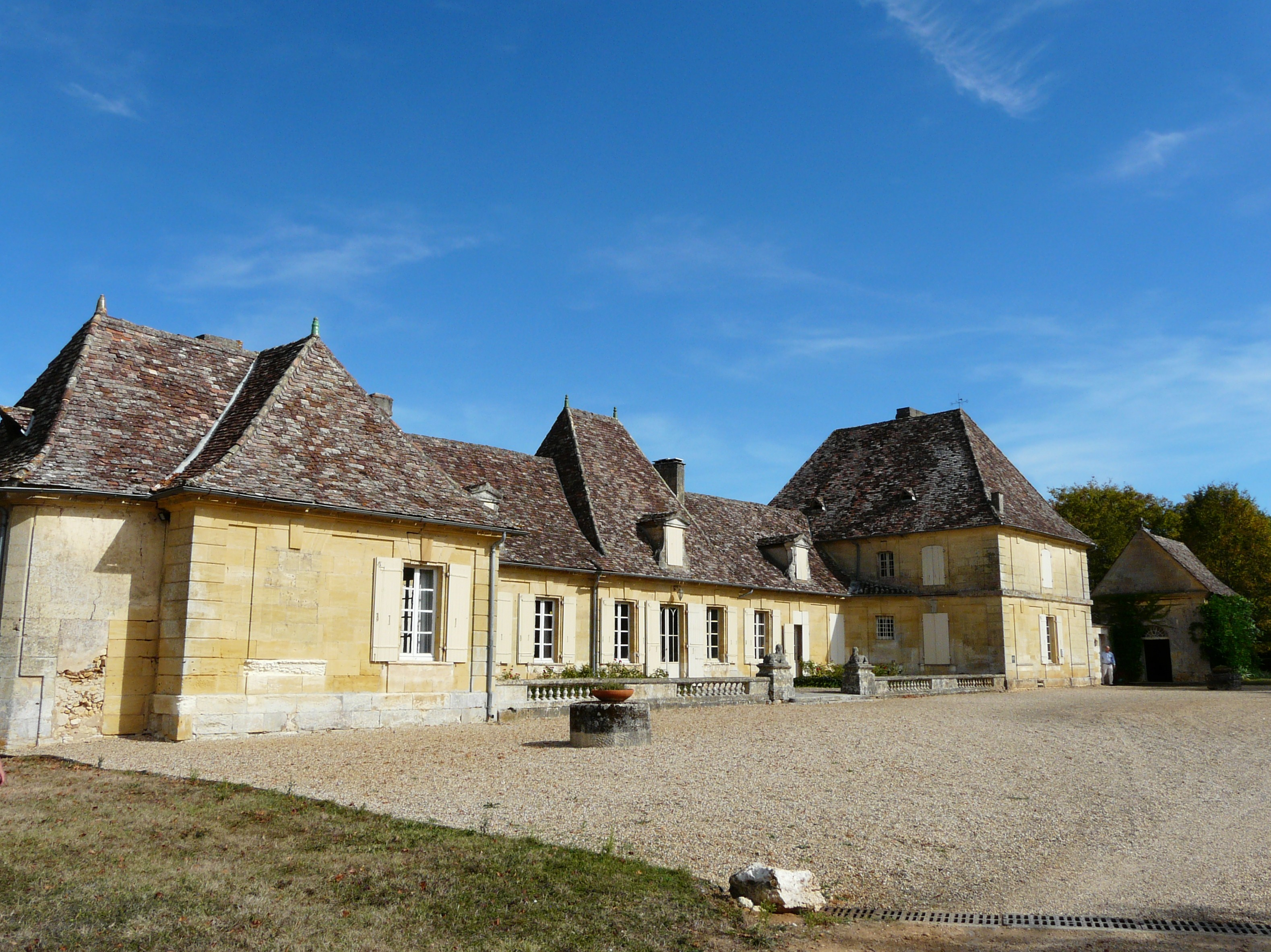
Chartreuse de Montbrun, à Verdon dans le Périgord, chartreuse typique du XVIIIe siècle.

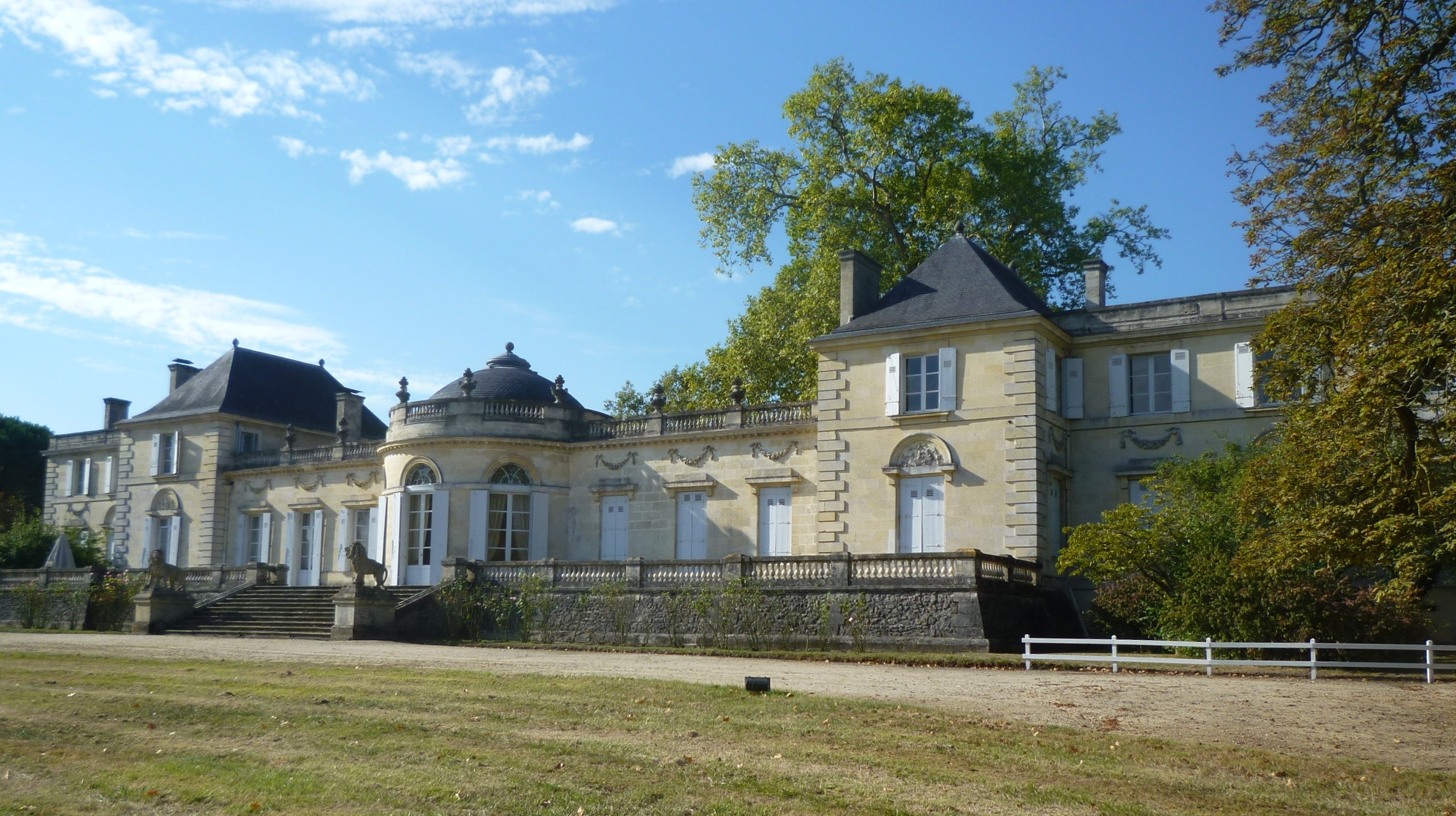
Château de Tauzia à Gradignan, chartreuse néo-classique du Bordelais.

Une chartreuse est une maison de campagne, d'origine bourgeoise, servant de retraite isolée à son propriétaire. Le terme provient des monastères appelés « chartreuses », où les moines de l'ordre des Chartreux se retiraient dans le silence et la solitude.
Dans le Sud-Ouest de la France, une « chartreuse » est, sur le plan architectural, une maison de maître à simple rez-de-chaussée sur cave, composée d'un bâtiment central en longueur à l'ordonnance symétrique, encadré ou non par deux pavillons en avant-corps, sous un toit pentu (Périgord) ou à terrasse (Bordelais).

## Histoire
« Désignant à l'origine un monastère de l'ordre des Chartreux, le terme « chartreuse » s'applique également à un style de résidence de campagne isolée, typique du XVIIe siècle et du XVIIIe siècle, dans le Dauphiné, le Bordelais et le Périgord ».
« Elle voulut méditer là sur les événements de la vie, comme dans une chartreuse privée. » (Balzac, Scènes de la vie privée, Béatrix).

## Typologie

### Chartreuses du Périgord

#### Description
En Périgord, la chartreuse est, selon Le Périgord des chartreuses de Jean-Marie Bélingard, Dominique Audrerie et Emmanuel du Chazaud : « une maison de maître, bâtie entre 1650 et 1850 environ, à simple rez-de-chaussée, fortement barlongue, comportant des éléments architecturaux extérieurs et une finition intérieure tranchant sur l'ordinaire, et manifestant un certain art de vivre ». Dans cet ouvrage, 226 chartreuses y ont été étudiées.
Alfred Cayla, dans Maisons du Quercy et du Périgord (1973), définit la chartreuse comme « maison bourgeoise », dont « les occupants gèrent, mais ne cultivent pas leurs terres », et qui « n'a [pas] d'étage ». Se fondant sur une chartreuse de la région de Verteillac, il donne sa vision du type :

« Au bâtiment central on accède par un perron direct de quelques marches, surmontant une cave souterraine souvent voûtée. Le grenier est couvert selon une des formes de toits que nous venons de décrire. Selon le type de toit l'éclairage du grenier est assuré par une lucarne dans la couverture ou par un fenestrou au haut du mur, au-dessus des fenêtres et de la porte centrale. De part et d'autre de ce bâtiment central, un pavillon est élevé en avant corps. Il est surtout élevé par son toit, car il est aussi sans étage le plus souvent. »

Ce toit peut être « un toit à la Mansart, avec terrasson de la partie centrale revêtu de tuiles-canal », à l'instar d'une chartreuse du canton de Lalinde.

#### Liste non exhaustive de chartreuses du Périgord
- La chartreuse des Fraux à La Bachellerie[BAC 3].
- La chartreuse de la Borie-Basse à Baneuil[BAC 4].
- La chartreuse du Breuil à Grives[BAC 5].
- La chartreuse du Maine à Cubjac[BAC 6].
- La chartreuse de Montbrun, à Verdon[BAC 7].
- Le château du Pizou, répond architecturalement aux caractéristiques d’une chartreuse, mais est appelé « château » en raison de son implantation sur les ruines d’un ancien château fort. Cette chartreuse se distingue par sa façade impressionnante de plus de 70 mètres de long, mêlant une architecture post-médiévale à une élégance classique du XVIIe siècle.
- Le château de Pouthet à Eymet[BAC 8].
- Le manoir de Sautet à Molières[BAC 9].
- Le château de Ségur, ou chartreuse de Montazeau, ou repaire de Montazeau, à Montazeau[5].

#### Galerie

Chartreuses du Périgord
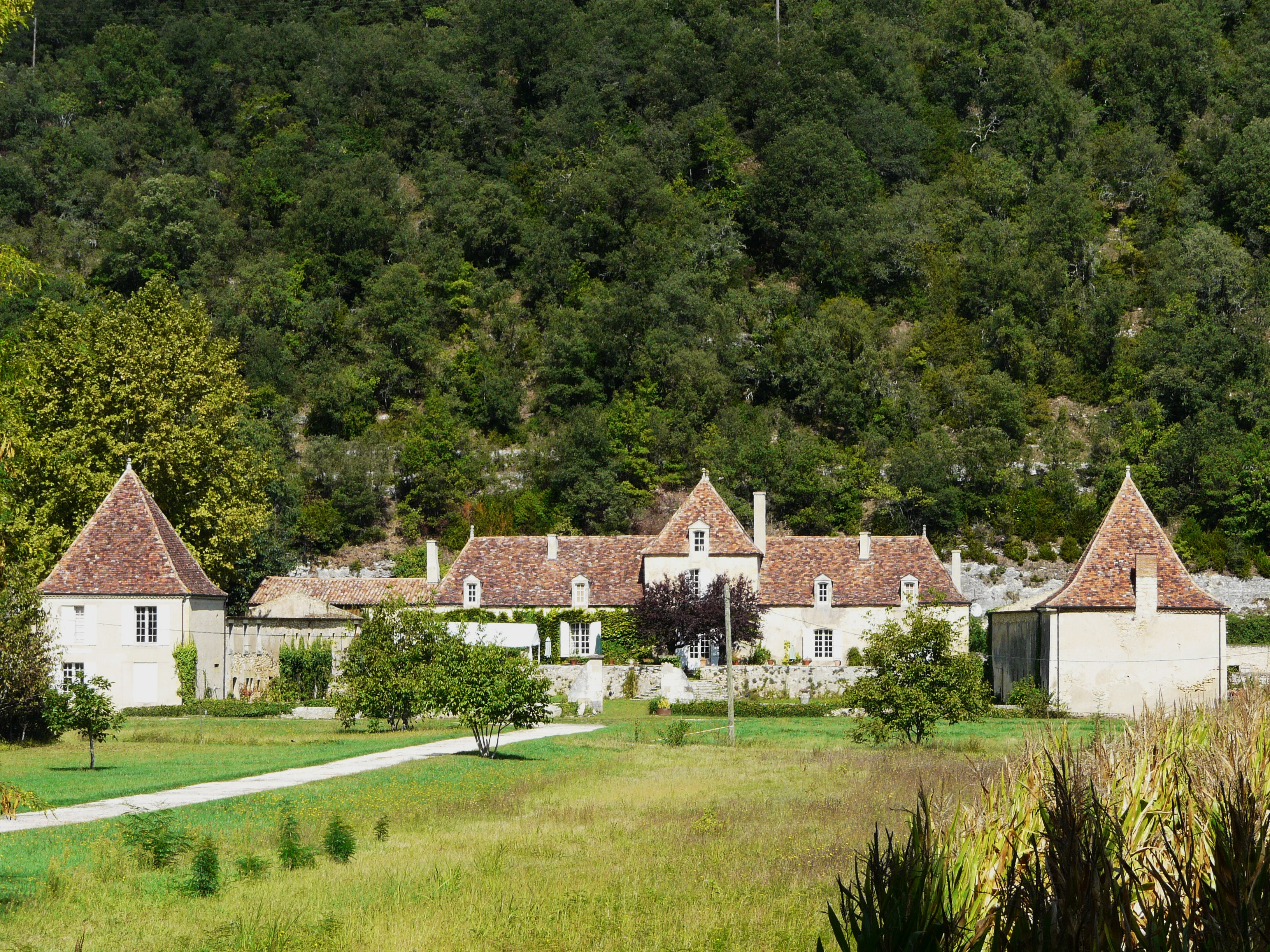
Chartreuse de la Borie-Basse à Baneuil.
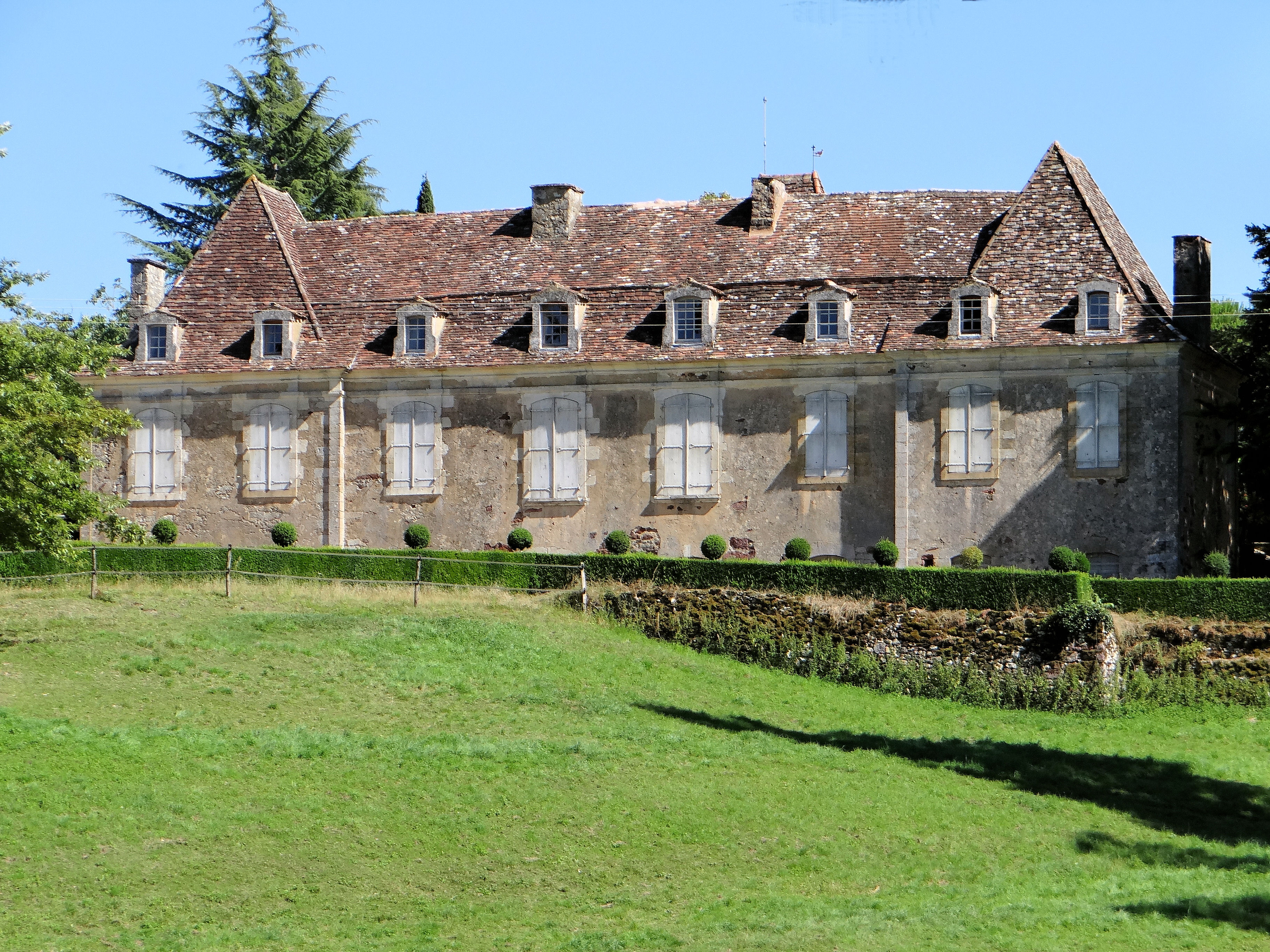
Chartreuse du Breuil à Grives.
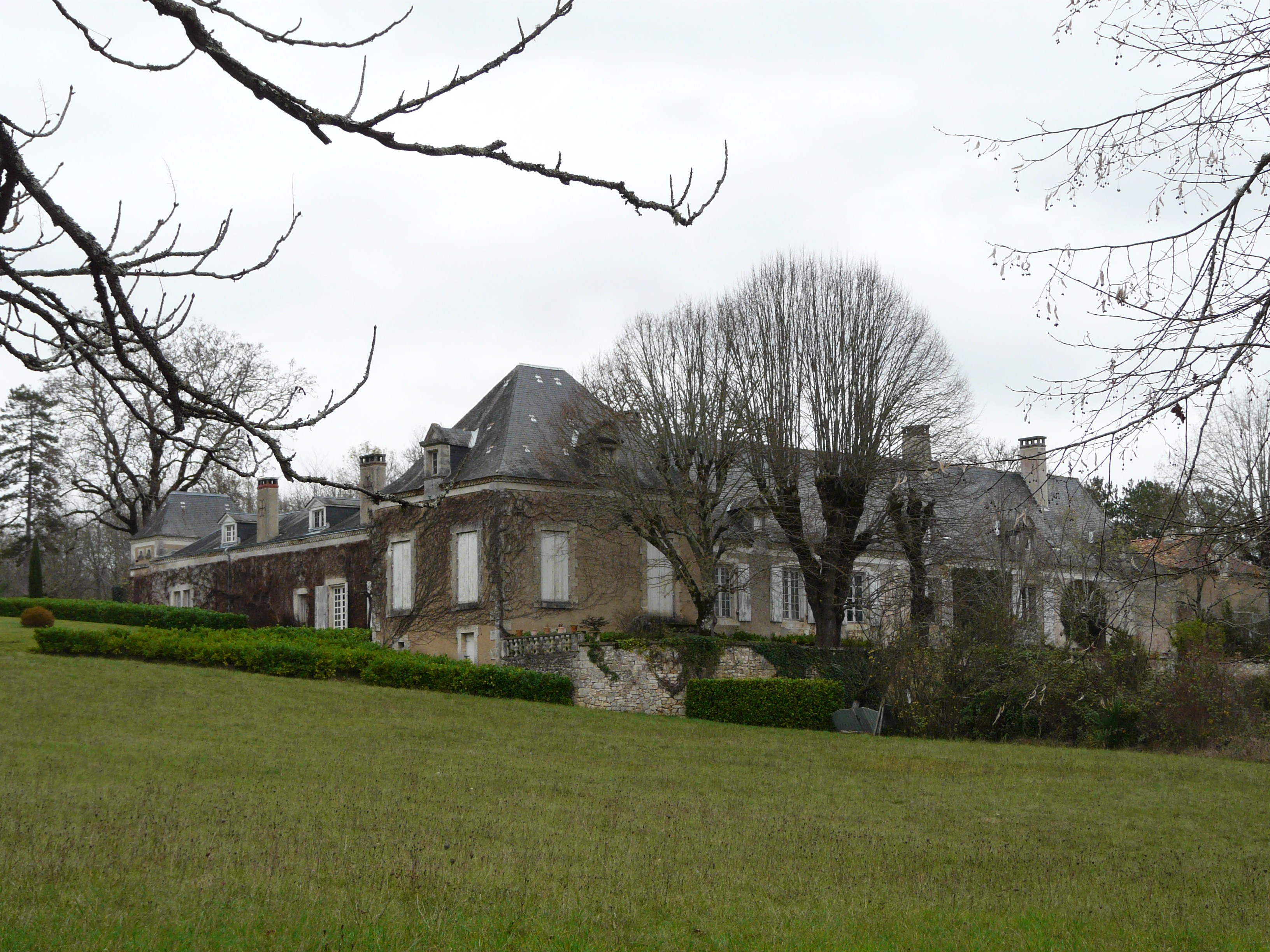
Chartreuse du Maine à Cubjac.
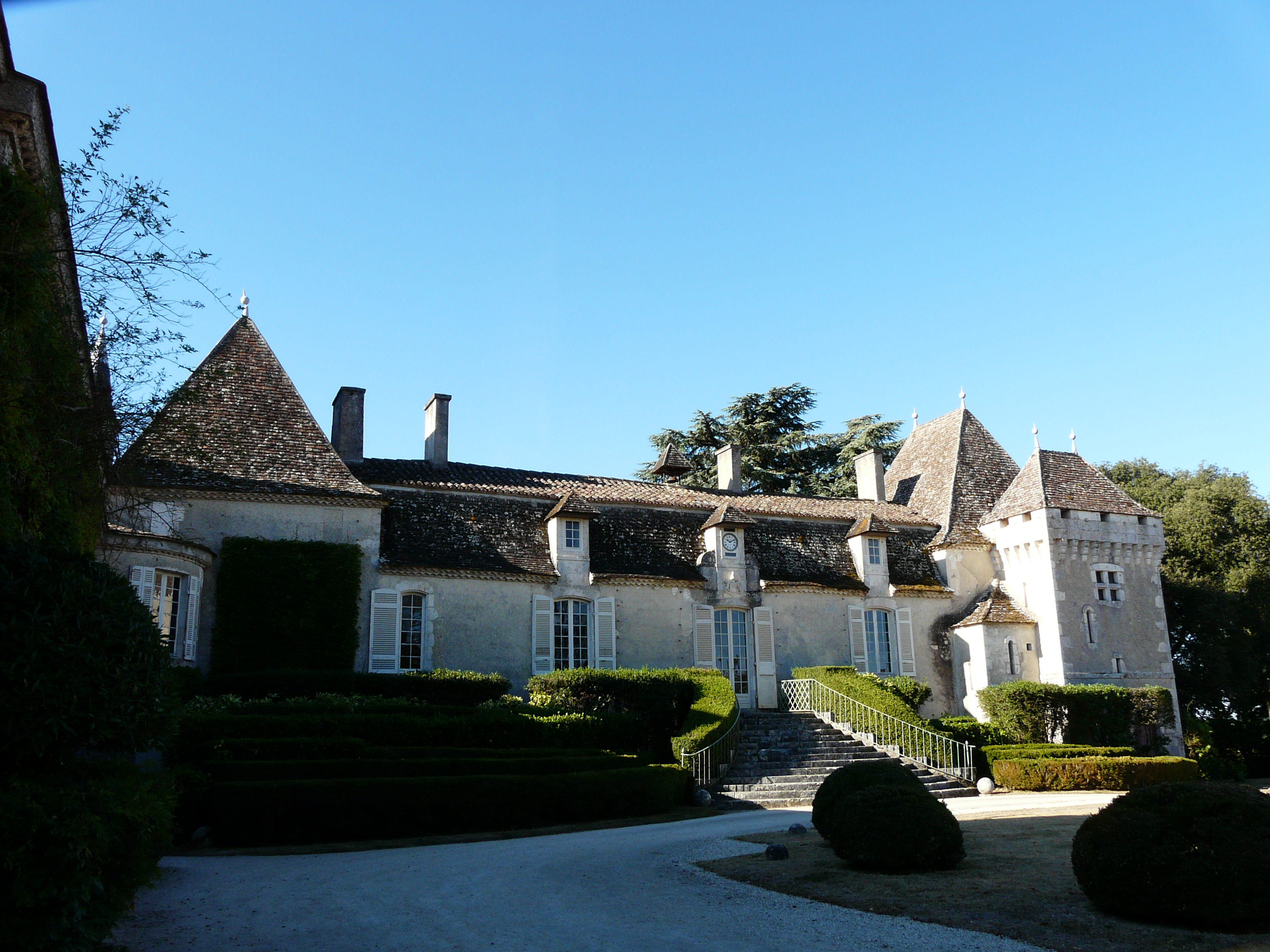
Le château de Pouthet à Eymet.
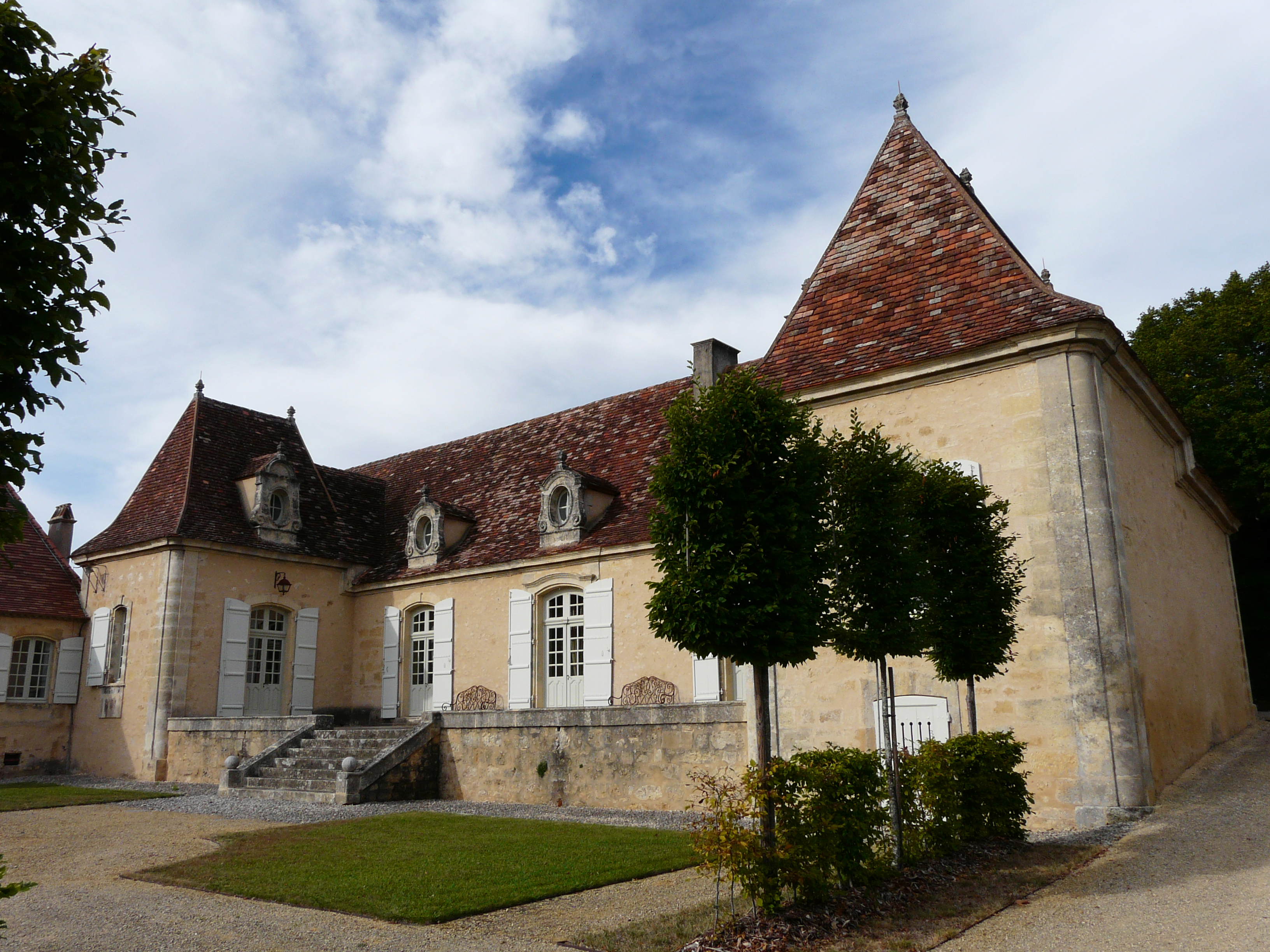
Manoir de Sautet à Molières.
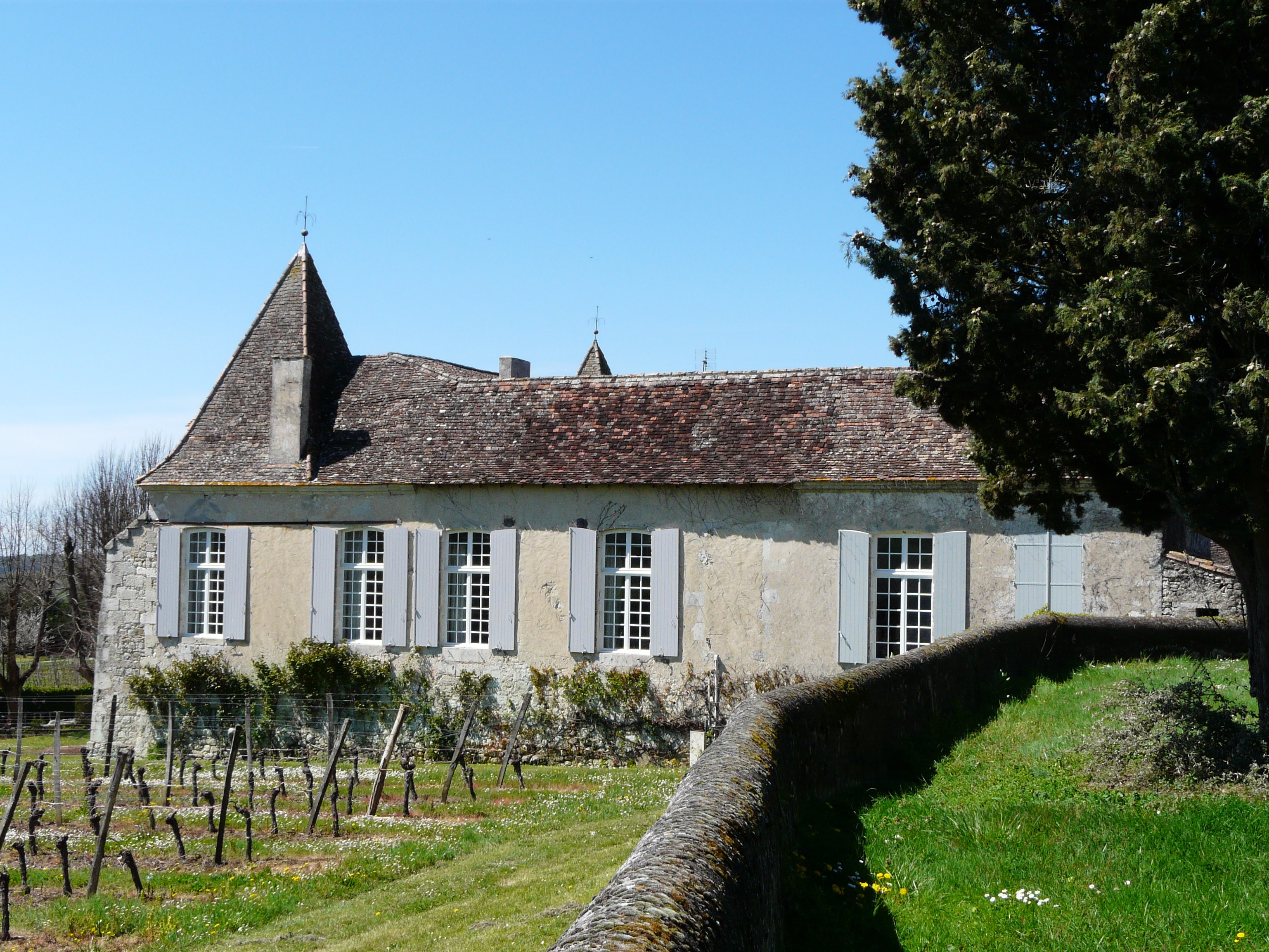
Château de Ségur à Montazeau.

### Chartreuses du Bordelais

#### Description
Selon l'historien de l'art Robert Coustet, les Parisiens ont leur folies, les Provençaux ont leur bastides, les Malouins ont leur malouinières, et les Bordelais ont des chartreuses. Localement le mot est très employé, et parfois abusivement.
Malgré une certaine diversité, la chartreuse bordelaise présente des caractères stylistiques précis. Construite en pierres soigneusement appareillées, elle se pare de quelques éléments architecturaux qui la désignent clairement comme une « maison de maître » : une terrasse qui la surélève, et qui nécessite quelques marches ou un perron pour accéder à la porte centrale, elle-même mise en valeur par un léger avant-corps, avec pilastres, arc mouluré, fronton ou corniche. Parfois une balustrade cache la toiture. La chartreuse peut aussi s'enrichir d'un pavillon central, ou de pavillons latéraux, mais quelle que soit son ampleur, elle doit pour mériter son nom, être plus horizontale que verticale.
Le XVIIIe siècle a été l'âge d'or de ces charmants rez-de-chaussée. Beychevelle, avec ses guirlandes et ses pots à feu, en donne une version rocaille. Ducru-Maucaillou, avant d'être alourdi par des pavillons de caractère éclectique, constituait un exemple néo-classique d'une parfaite rigueur.
Maison de plaisance et maison de vignes, capable à la fois de répondre aux exigences d'une vie mondaine élégante, et parfois aux besoins de l'exploitation viticole, la chartreuse bordelaise est l'aboutissement de la tradition locale qui, dès le XVIIe siècle, avait conduit à privilégier les constructions basses. Celle-ci s'effacera progressivement au XIXe siècle, au profit du style palladien correspondant à une tendance internationale, et qui privilégie des constructions plus élevées et massives, à l'image du château Margaux.
Si on en trouve partout dans le vignoble bordelais, nombre de chartreuses sont situées à proximité immédiate de Bordeaux. Les riches propriétaires de la ville ont en effet besoin d'un lieu facilement accessible pour se retirer et gérer leur domaine viticole, tel que le presbytère de l'église de Talence ou le domaine de Sybirol à Floirac. Avec l'extension urbaine, certaines se sont peu à peu intégrées dans le tissu urbain de la métropole bordelaise.

Dans son livre La maison au bord du fleuve, paru en 1937, l'écrivaine bordelaise Jean Balde raconte ses souvenirs de la maison du Casin, chartreuse familiale (aujourd'hui détruite) située en bord de Garonne à Latresne : 

« Dans cette longue chartreuse, tellement imprégnée de nous que ma pensée ne peut la dissocier de notre vie, et où nous couchons sur les chais — selon la tradition girondine — mon père se fit une retraite. Depuis un siècle les siens l'avait peu à peu transformée. Du côté des coteaux, c'était un perron, et, dans le jardin, ces magnolias que son grand-père avait apportés dans de petits pots. »

#### Liste non exhaustive de chartreuses du Bordelais
- Chartreuse de Mirande à Bordeaux
- Chartreuse Le Caoulet à Bordeaux
- Domaine de Sybirol à Floirac
- Le presbytère de Talence[12]
- Chartreuse de Valrose à Latresne[13]
- Chartreuse de la citadelle de Bourg[14]
- Chartreuse de Carles à Villenave-d'Ornon
- Château Saint-Anne à Ambès
- Chartreuse de Marbotin à Mérignac[15]
- Chartreuse de Fontcastel à Mérignac[16]
- Château de Cérons
- Domaine de Fantaisie à Mérignac[17]
- Domaine du Bourdieu à Mérignac[18]
- Château Saint-Albe à Gradignan[19]
- Château Beychevelle à Saint-Julien-Beychevelle

#### Galerie

Chartreuses du Bordelais
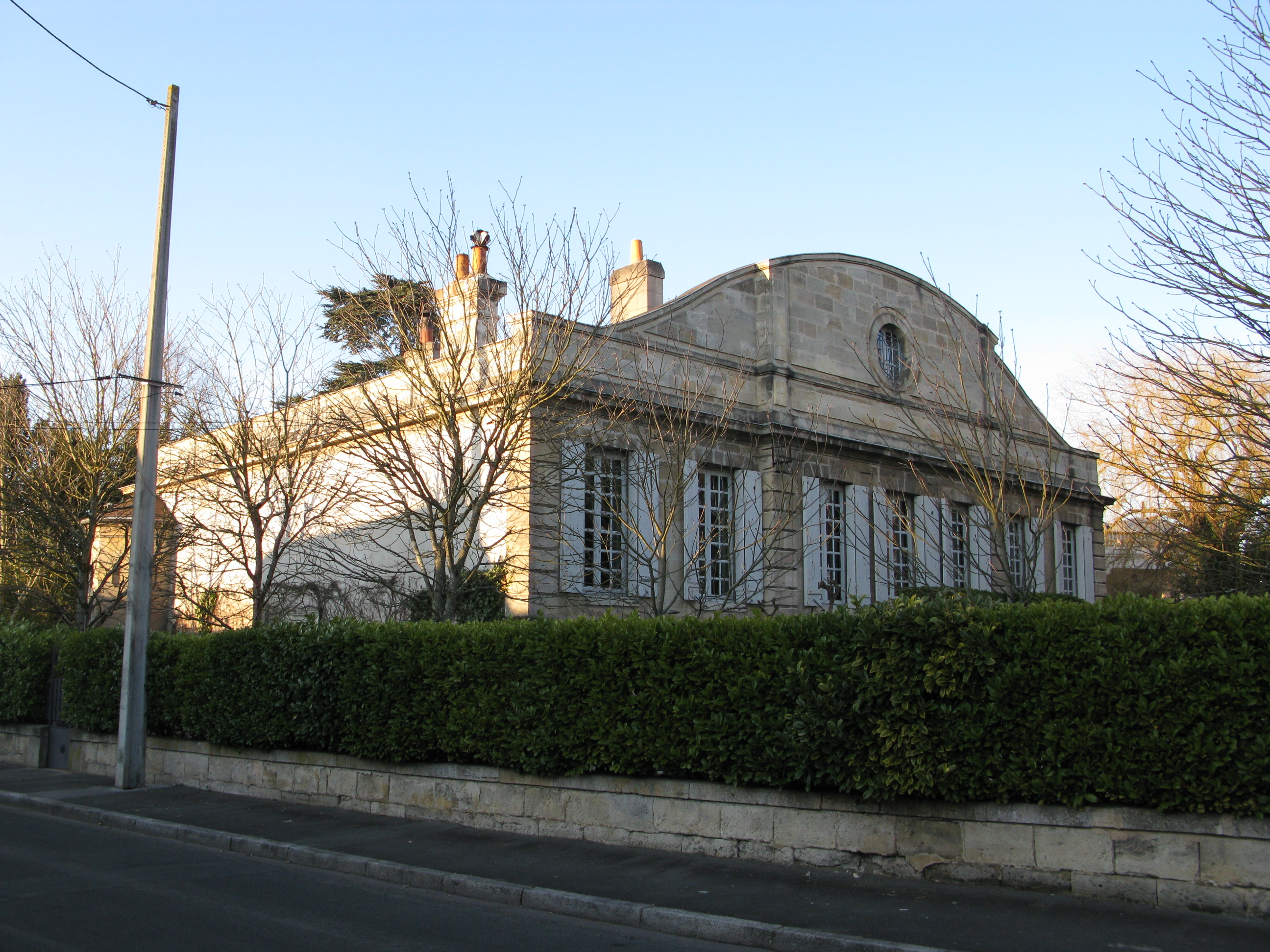
Chartreuse Le Caoulet à Bordeaux.
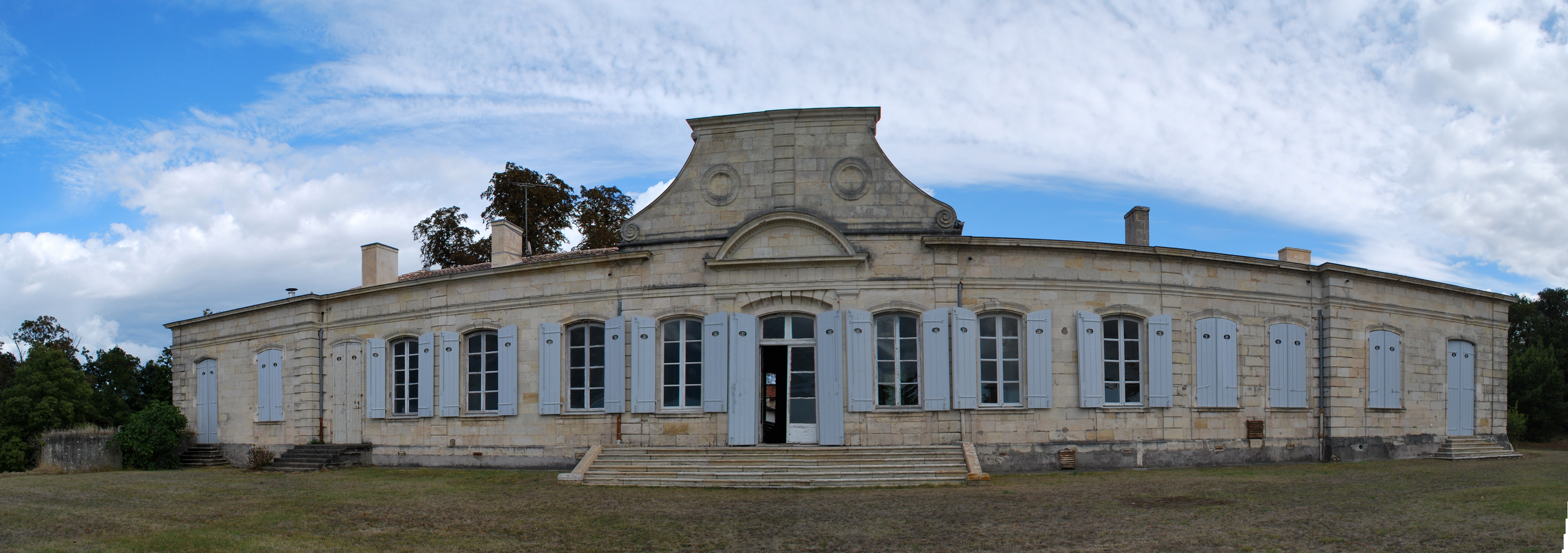
Domaine de Sybirol à Floirac.
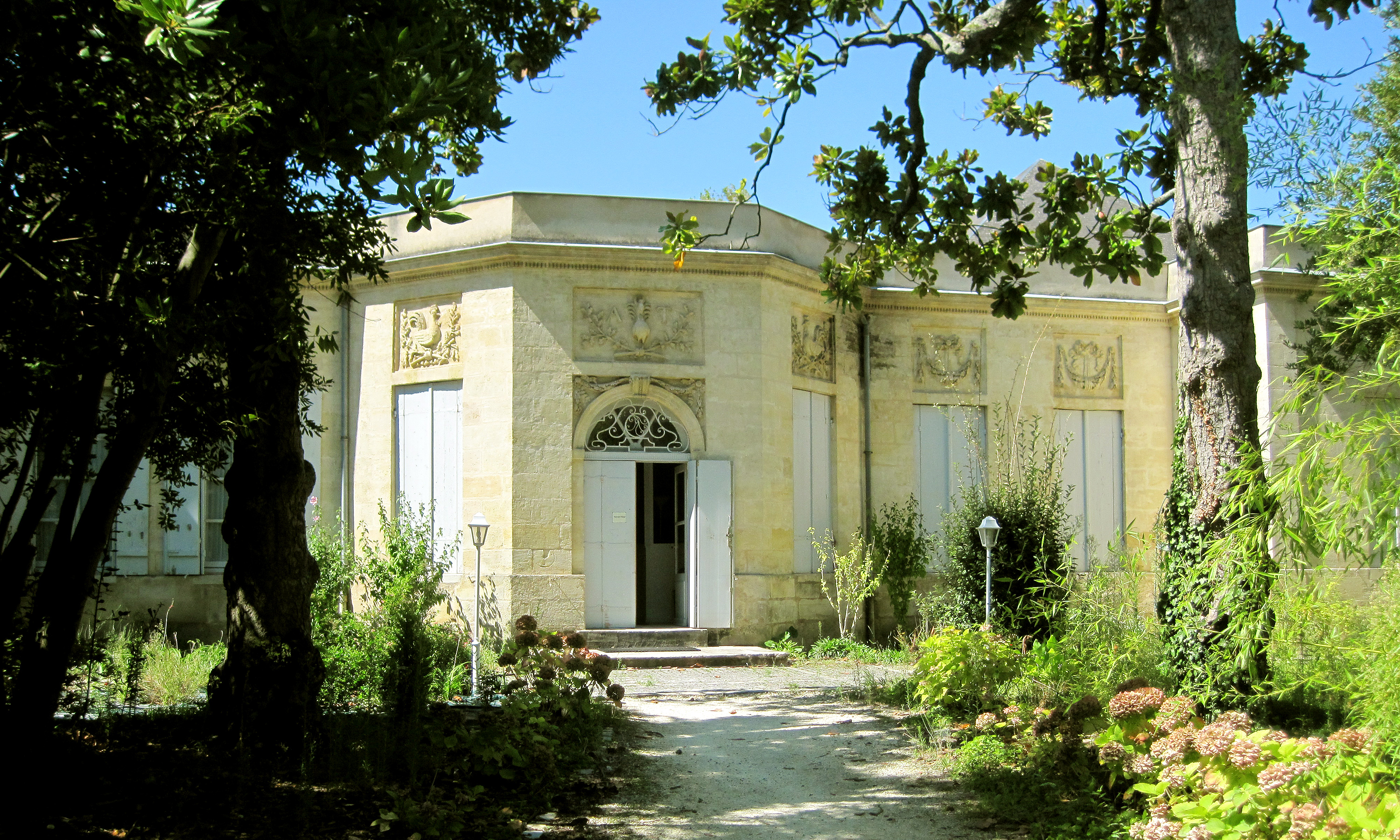
Le presbytère de Talence.
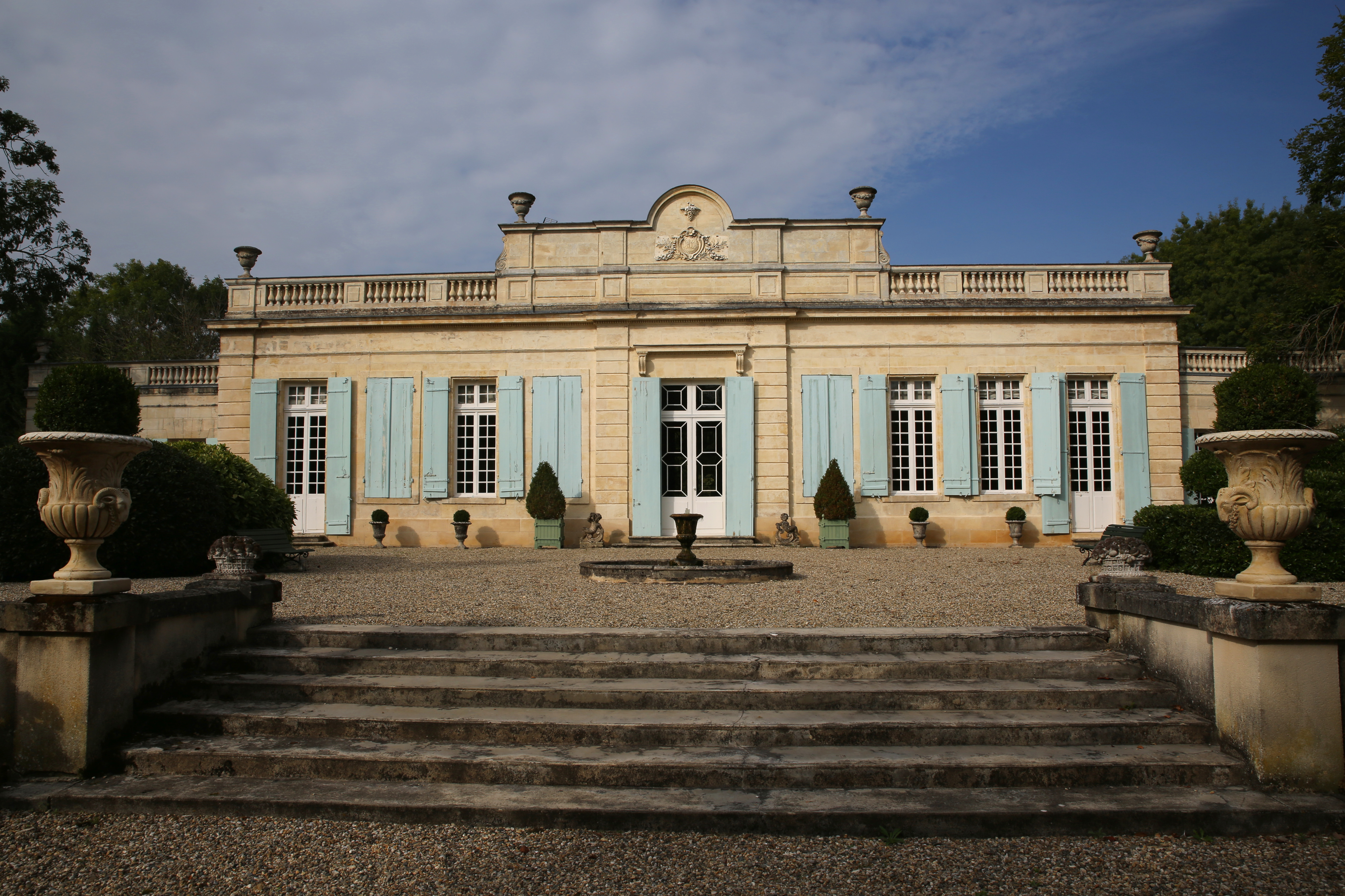
Chartreuse de Valrose à Latresne.
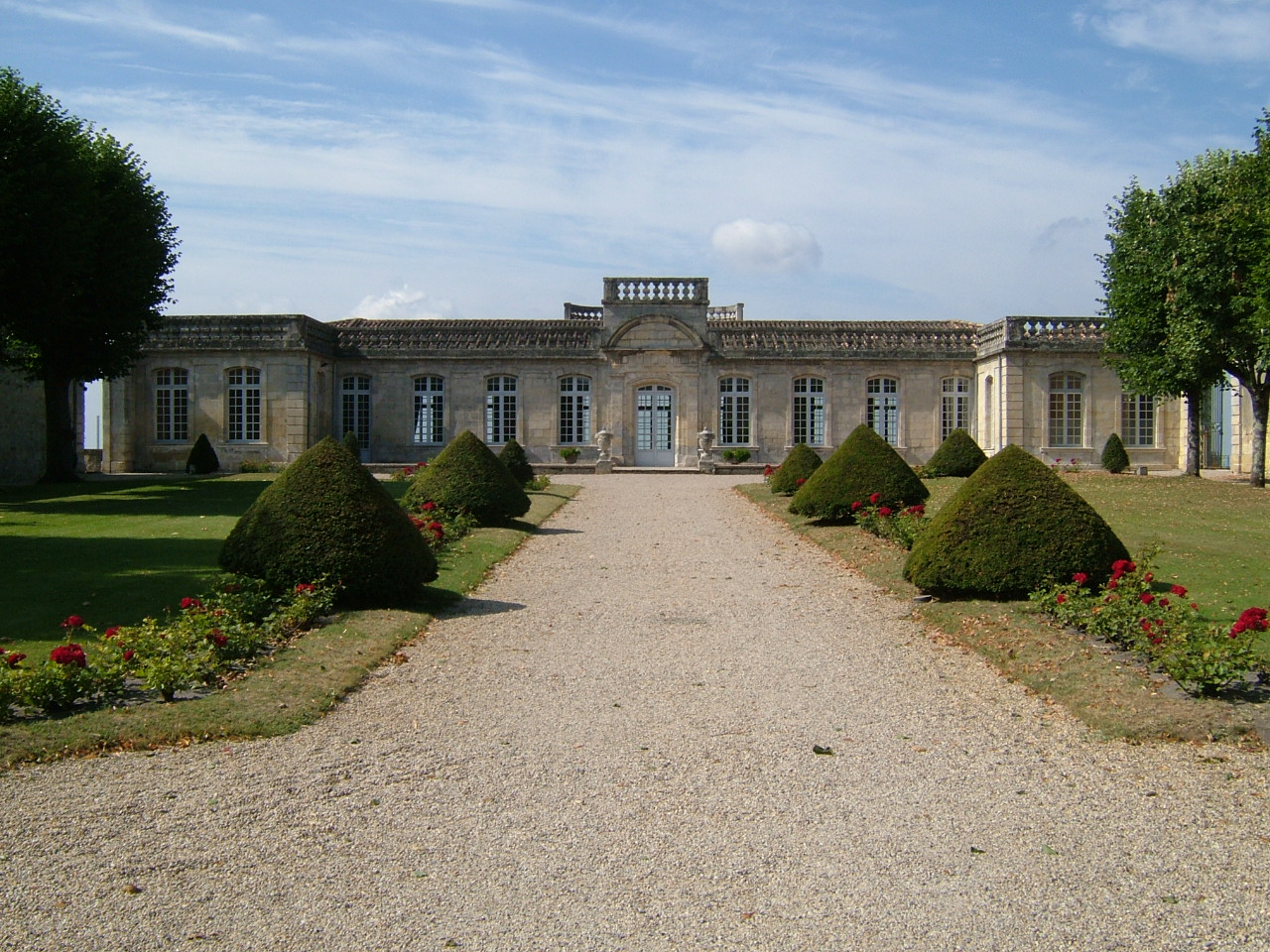
Chartreuse de la citadelle de Bourg.
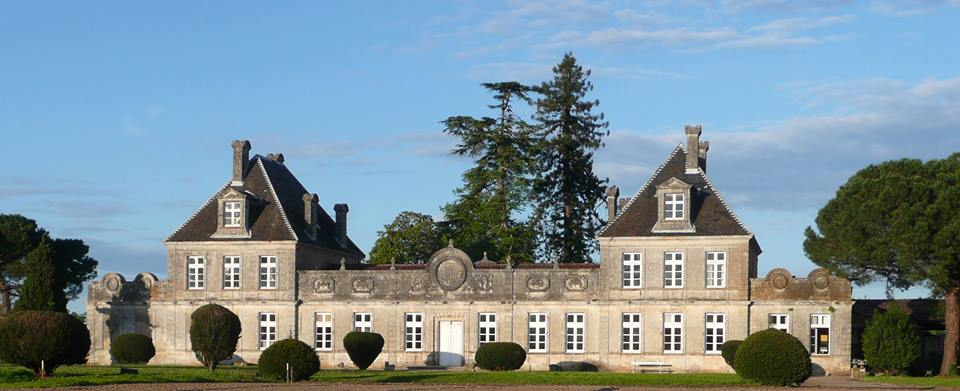
Château de Cérons, une des plus anciennes chartreuses du Bordelais.
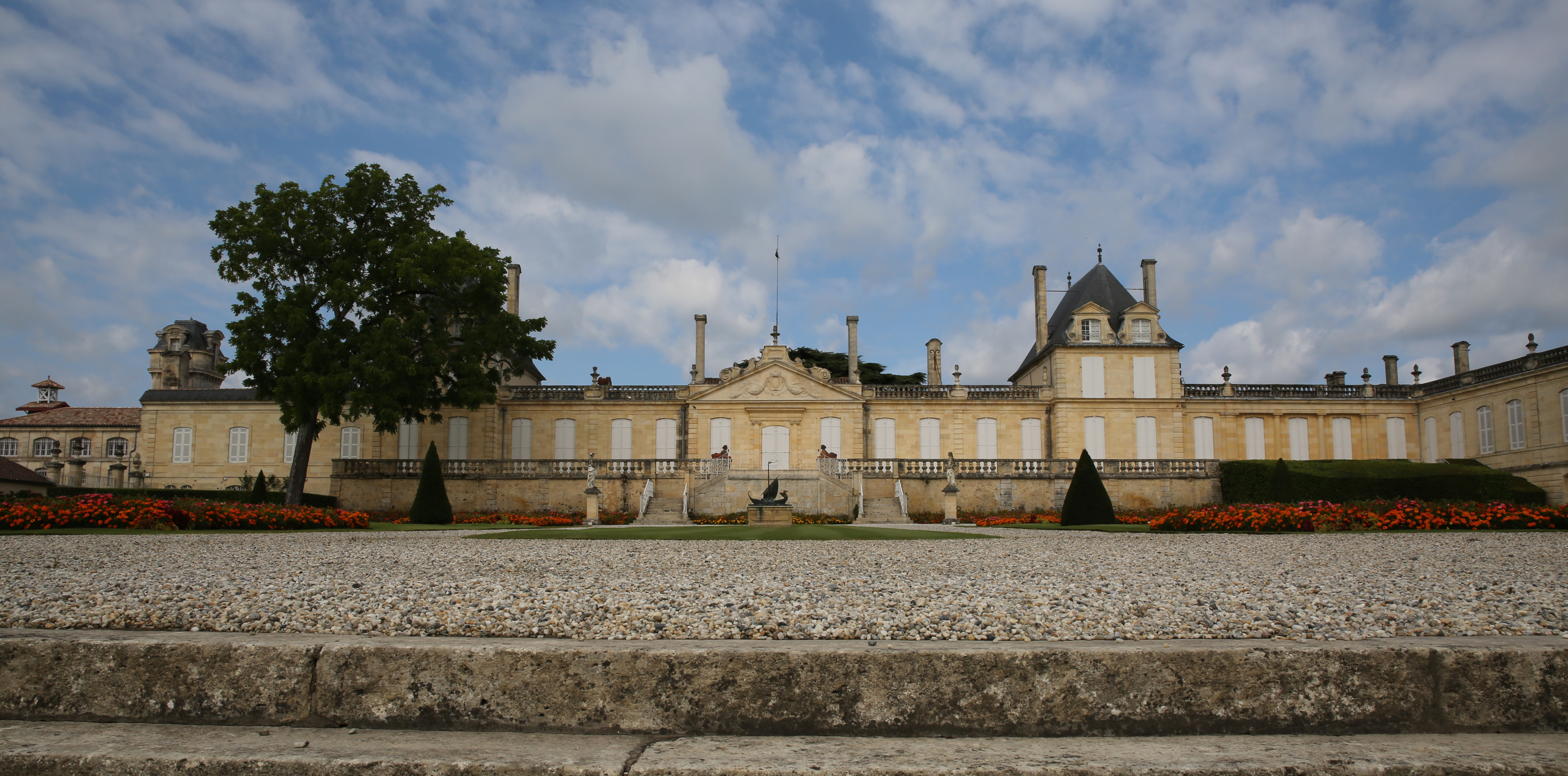
Château Beychevelle, chartreuse de style rocaille.

### Les chartreuses en dehors du Sud-Ouest
La folie Beaujon à Paris a été construite par le Bordelais Nicolas Beaujon à la fin du XVIIIe siècle. La construction principale, réalisée en 1783, était appelée « chartreuse ». Elle fut détruite en 1876.

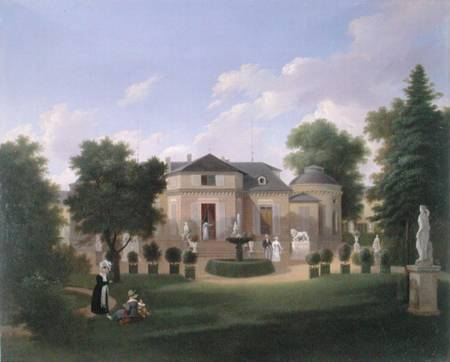
La chartreuse de la folie Beaujon à Paris, vers 1830.